# Go Iwase
Go Iwase (født 28. juni 1995) er en japansk fodboldspiller, som spiller for den japanske fodboldklub Kyoto Sanga FC.